# Прага 6
Прага 6 — самый большой административный район Праги, расположенный на северо-западе города.
Включает в себя кадастры Рузине, Либоц, Велеславин, Воковице, Дейвице, Стржешовице и частично Бржевнов, Седлец, Бубенеч и Градчаны.

## Вузы
- Чешский технический университет (чеш. ČVUT)
- Высшая химико-технологическая школа (чеш. VŠCHT)
- Чешский агротехнический университет (чеш. ČZU)
- Католико-теологический факультет (чеш. KTF UK) и Факультет физкультуры и спорта (чеш. FTVS UK) Карлова университета